# 阿什蘭鎮區 (印地安納州摩根縣)
阿什蘭鎮區（英語：Ashland Township）是位於美國印地安納州摩根縣的一個行政鎮區。

## 地方資料
根據2010年美國人口普查的數據，阿什蘭鎮區的面積為82.50平方千米，當中陸地面積為82.30平方千米，而水域面積為0.20平方千米。當地共有人口1720人，而人口密度為每平方千米20.85人。